# 요제프 뷜러
요제프 뷜러(Josef Bühler, 1904년 2월 16일 ~ 1948년 8월 22일)는 독일의 정치인으로, 제2차 세계 대전 중 크라쿠프에서 나치의 통제 아래에 있었던 총독관구(독일어: Generalgouvernement, 폴란드어: Generalne Gubernatorstwo)의 차관과 부지사를 지냈다.